# Theodor Hamberg
Knut Theodor Hamberg, (kinesiska: 韓山文, Han Shanwen), född 25 mars 1819 i Stockholm, död 13 maj 1854 i Hongkong, var en svensk missionär, skribent och psalmförfattare.
Thedor Hamberg var son till kofferdikaptenen Nicholas Hamberg och hans hustru Magdalena Lovisa Löfvenberg, och yngre bror till rättskemisten Nils Peter Hamberg.
Theodor Hamberg arbetade som handelsbokhållare i Stockholm efter avslutad skolgång. År 1844 lämnade han handeln och genomgick efter påverkan från Peter Fjellstedt med stöd av Svenska missionssällskapet missionärsutbildning 1844-46 vid Basels missionssällskaps seminarium i Basel i Schweiz. År 1846 sändes han till Kina, dit han anlände den 19 mars följande år och började arbeta på en missionsstation i Guangdong. Han arbetade främst med att omvända kineser ur hakka-folket. Theodor Hamberg föredrog en försiktig strategi i missionsarbetet, vilket ledde till att han så småningom hamnade i öppen konflikt med den inflytelserike tyske missionären Karl Gützlaff som förespråkade massomvändningar.
År 1852 träffade Theodor Hamberg rebelledaren Hong Xiuquans kusin Hong Ren'gan, som skilts från Taipingupproret och flytt till Hongkong. Han undervisade Hong i kristendomen och döpte honom. Hong Ren'gan försåg Theodor Hamberg med viktig information om Taipingupproret, vilket utgjorde grunden till en bok som Hamberg publicerade under sitt sista levnadsår. Boken var den första skildringen av Taipingupproret på ett västerländskt språk, och utgör fortfarande en viktig källa om Hong Xiuquans liv och gärning.
Theodor Hamberg utarbetade ett utkast till den första grammatiken över hakka-dialekten. 
Han gifte sig i Hongkong den 12 september 1851 med Louise Motander (1822-55).

## Psalmer
- Jag nu den pärlan funnit har, översättning med i Hemlandssånger 1891 (nr 265) under rubriken "Tron — friden". Finns på Wikisource.

## Verk
- Hamberg, Theodor (1851) (på engelska). Report regarding the Chinese union at Hongkong.. Hongkong: Printed at the Hongkong Register Office. Libris 2686179
- Hamberg, Theodor (1855) (på engelska). The Chinese rebel chief Hung-Siu-Tsuen and the origin of the resurrection in China.. London. Libris 2224609